# Parnay (Maine y Loira)
 Parnay  es una población y comuna francesa, en la región de Países del Loira, departamento de Maine y Loira, en el distrito de Saumur y cantón de Saumur-Sud.

## Demografía
| 364 | 342 | 365 | 312 | 438 | 460 |
| Para los censos de 1962 a 1999 la población legal corresponde a la población sin duplicidades (Fuente: INSEE [Consultar]) |     |     |     |     |     |